# Trần Ngọc Đường
Trần Ngọc Đường (sinh ngày 25 tháng 7 năm 1945) là một giáo sư, tiến sĩ luật, chính trị gia người Việt Nam. Ông từng giữ chức Phó Chủ nhiệm Văn phòng Quốc hội Việt Nam kiêm trợ lý Chủ tịch Quốc hội Việt Nam khóa X (1997-2002) Nông Đức Mạnh, khóa XI (2002-2007) Nguyễn Văn An, khóa XII (2007-2011) Nguyễn Phú Trọng, Đại biểu Quốc hội Việt Nam khóa X (1997-2002) thuộc đoàn đại biểu tỉnh Kiên Giang, ủy viên Ủy ban Pháp luật của Quốc hội khóa X, ủy viên Đoàn Chủ tịch Ủy ban Trung ương Mặt trận Tổ quốc Việt Nam. Ông là người hướng dẫn luận văn tiến sĩ luật học của Chủ tịch nước Trần Đại Quang. Ông là chuyên gia cao cấp của Viện Nghiên cứu lập pháp của Quốc hội Việt Nam, thành viên thường trực Ban Biên tập Dự thảo sửa đổi Hiến pháp năm 1992, ủy viên Hội đồng Chức danh giáo sư Nhà nước Việt Nam ngành Luật học nhiệm kỳ 2014-2019. Ông là Ủy viên Đoàn Chủ tịch Ủy ban Trung ương Mặt trận Tổ quốc Việt Nam, trực tiếp tham gia giám sát, kiểm tra công tác chuẩn bị bầu cử đại biểu Quốc hội Việt Nam khóa XIV vào tháng 5 năm 2016 tại Hải Phòng, Quảng Ninh và một số địa phương khác.

## Xuất thân
Ông sinh ngày 25 tháng 7 năm 1945, quê quán ở xã Quảng Trung, huyện Quảng Trạch, tỉnh Quảng Bình, người dân tộc Kinh, không theo tôn giáo nào.

## Sự nghiệp
Từ năm 1997 đến năm 2002 ông là Đại biểu Quốc hội Việt Nam khóa X (1997-2002) thuộc đoàn đại biểu tỉnh Kiên Giang. Lúc này ông là Phó Giáo sư, Phó tiến sĩ Luật.
Năm 2013, ông là Phó Chủ nhiệm Văn phòng Quốc hội Việt Nam.

## Tác phẩm

### Sách
1. Bàn về quyền con người quyền công dân: Sách tham khảo / Trần Ngọc Đường. - Hà Nội: Chính trị Quốc gia, 2004. - 184tr.; 19 cm.
2. Bộ máy nhà nước Cộng hòa xã hội chủ nghĩa Việt Nam. Tập 2 / Trần Ngọc Đường. - Hà Nội: Chính trị Quốc gia, 2000. - 187tr.; 19 cm.
3. Các ngành luật trong hệ thống pháp luật Việt Nam: T3 / Trần Ngọc Đường. - Hà nội: Chính trị Quốc gia, 2000. - 519 tr.; 19 cm. - Trần, Ngọc Đường
4. Khái niệm pháp lý trong các văn bản pháp luật / Trần Ngọc Đường, Nguyên Thành. - Hà Nội: Tư pháp, 2007. - 622 tr.; 24 cm. - Nguyên Thành
5. Lý luận chung về nhà nước và pháp luật. Tập 1 / Trần Ngọc Đường. - Hà Nội: Chính trị Quốc gia, 2000. - 480tr.; 19 cm.
6. Mô hình tổ chức và phương thức hoạt động của Quốc hội, Chính phủ trong nhà nước pháp quyền xã hội chủ nghĩa Việt Nam / Trần Ngọc Đường, Ngô Đức Mạnh. - Hà Nội: Chính trị Quốc gia, 2008. - 515 tr.; 21 cm.
7. Một số vấn đề lý luận và thực tiễn về việc xây dựng và ban hành hiến pháp: Sách chuyên khảo / Trần Ngọc Đường, Bùi Ngọc Sơn. - Hà Nội: Chính trị Quốc gia - Sự thật, 2013. - 447 tr.; 24 cm.
8. Trần Ngọc Đường, Một số vấn đề về phân công, phối hợp và kiểm soát quyền lực trong xây dựng nhà nước pháp quyền XHCN Việt Nam, Nhà xuất bản Chính trị quốc gia, 2011
9. Đỗ Nguyên Phương và Trần Ngọc Đường: Xây dựng nền dân chủ xã hội chủ nghĩa và nhà nước pháp quyền, Nhà xuất bản Sự thật, H.1992

### Bài viết
1. Bàn về chính phủ kiến tạo trong mối quan hệ với quốc hội / Trần Ngọc Đường. - 2017. - // Nghiên cứu Lập pháp, Viện nghiên cứu Lập pháp, 06/2017, Số 11 (339), tr. 18-21
2. Trần Ngọc Đường: Thực trạng và nhu cầu giải thích Hiến pháp, luật và pháp lệnh trong thời gian tới từ thực tiễn hoạt độngcủa Quốc hội / Hội thảo Giải thích Hiến pháp, luật và pháp lệnh theo Hiến pháp năm 2013 của Viện Nghiên cứu lập pháp Hà nội tháng 6 năm 2016
3. Thẩm tra các dự án luật, pháp lệnh của hội đồng dân tộc và các ủy ban của Quốc hội-Thực trạng và giải pháp / Trần Ngọc Đường. - 2008. - // Nghiên cứu lập pháp, Văn phòng Quốc hội, 2008, Số 1(115), tr.10-13;22
4. "Nước Cộng hòa xã hội chủ nghĩa Việt Nam do Nhân dân làm chủ" thể hiện xuyên suốt, nhất quán trong toàn bộ nội dung của Hiến pháp năm 2013 / Trần Ngọc Đường. - 2014. - // Khoa học pháp lý, Đại học Luật Tp. Hồ Chí Minh, 2013, Số 02(81), tr.3-7
5. Bàn về chức năng, nhiệm vụ và quyền hạn của cơ quan tài phán hiến pháp ở Việt Nam / Trần Ngọc Đường. - 2007. - // Nghiên cứu lập pháp, Văn phòng Quốc hội, 2007, Số 10(109), tr.5-7
6. Bàn về thực trạng và nhu cầu pháp luật về tổ chức bộ máy nhà nước và pháp luật về quyền con người theo Nghị quyết 48 của Bộ chính trị/ Trần Ngọc Đường. - 2010. - // Nghiên cứu lập pháp, Văn phòng Quốc hội, 2010, Số 14(175), tr.5-13
7. Bàn về thực trạng và nhu cầu pháp luật về tổ chức bộ máy nhà nước và pháp luật về quyền con người theo Nghị quyết 48 của Bộ chính trị (tiếp theo kỳ trước số 14(175) tháng 7/2010)/ Trần Ngọc Đường. - 2010. - // Nghiên cứu lập pháp, Văn phòng Quốc hội, 2010, Số 15(176), tr.5-12
8. Bộ luật quốc tế về quyền con người: giá trị, ý nghĩa và cam kết của Việt Nam / Trần Ngọc Đường. - 2009. - // Khoa học pháp lý, Trường đại học Luật Tp. Hồ Chí Minh, 2009, Số 5(54), tr.22-28
9. Các nguyên tắc xây dựng pháp luật/ Trần Ngọc Đường. - 2004. - // Nghiên cứu lập pháp, Văn phòng Quốc hội, 2004, Số 1 (36), tr.40-44
10. Dân chủ hóa hơn nữa quá trình xây dựng, ban hành và thực hiện các nghị quyết quan trọng của nhà nước / Trần Ngọc Đường. - 2009. - // Nghiên cứu lập pháp, Văn phòng Quốc hội, 2009, Số 21 (158), tr. 5-8
11. Đổi mới căn bản về nhận thức cũng như tổ chức thực hiện việc giải thích chính thức hiến pháp, luật và pháp lệnh ở nước ta hiện nay / Trần Ngọc Đường. - 2008. - // Nghiên cứu Lập pháp, Viện Nghiên cứu Lập pháp, 2008, Số 3, tr. 09 - 13
12. Đổi mới cơ quan điều tra của Viện kiểm sát trong tiến trình cải cách tư pháp ở nước ta / Trần Ngọc Đường. - 2014. - // Kiểm sát, Viện kiểm sát nhân dân tối cao, 2014, Số 4, tr.49-54
13. Đổi mới nhận thức và tổ chức thực tiễn công tác giáo dục pháp luật / Trần Ngọc Đường. - 1990. - // Nhà nước và Pháp luật, Viện Nhà nước và Pháp luật, 1990, Số 71, tr.15-20
14. Góp ý dự thảo Cương lĩnh chính trị (sửa đổi): Vấn đề "Phân công, phối hợp quyền lực và kiểm soát quyền lực trong xây dựng Nhà nước pháp quyền XHCN Việt Nam/ Trần Ngọc Đường. - 2010. - // Khoa học pháp lý, Đại học Luật TP. Hồ Chí Minh, 2010, Số 5(60), tr.3-9
15. Hoàn thiện pháp luật về xử lý các hành vi cản trở hoạt động tố tụng của tòa án đáp ứng yêu cầu phòng,chống tội phạm trong tình hình mới / Trần Ngọc Đường. - 2014. - // Kiểm sát, Viện kiểm sát nhân dân tối cao, 2014, Số 5, tr.33-36
16. Hoạt động lập pháp của nhiệm kỳ quốc hội khóa XII / Trần Ngọc Đường. - 2011. - // Nghiên cứu lập pháp, Văn phòng Quốc hội, 2011, Số 1 (186), tr. 19-29
17. Hoạt động lập pháp của Quốc hội trong mười năm qua (2005-2015) / Trần Ngọc Đường. - 2016. - // Nghiên cứu lập pháp, Văn phòng Quốc hội, 2016, Số 02+03 (306+307), tr. 8-13
18. Kiểm soát quyền lực nhà nước trong xây dựng nhà nước pháp quyền xã hội chủ nghĩa Việt Nam / Trần Ngọc Đường. - 2011. - // Nghiên cứu lập pháp, Văn phòng Quốc hội, 2011, Số 16 (201), tr.5-9; 18
19. Mô hình hiến pháp với việc sửa đổi bổ sung hiến pháp năm 1992 / Trần Ngọc Đường. - 2012. - // Nghiên cứu lập pháp, Văn phòng Quốc hội, 2012, Số 10(218), tr.3-7;12
20. Một số suy nghĩ về nâng cao hiệu quả hoạt động giám sát của Quốc hội / Trần Ngọc Đường. - 2009. - // Nghiên cứu lập pháp, Văn phòng Quốc hội, 2009, Số chuyên đề 7 (144), tr.5-14
21. Một vài suy nghĩ về học thuyết pháp chế XHCN trong điều kiện xây dựng nhà nước pháp quyền ở nước ta / Trần Ngọc Đường. - 1994. - // Luật học, Trường Đại học Luật Hà Nội, 1994, Số 1, tr.8-12;7
22. Trần Ngọc Đường(2004) "Xây dựng, hoàn thiện hệ thống pháp luật và tổ chức thực hiện pháp luật-nhiệm vụ trọng tâm xây dựng nhà nước pháp quyền Việt Nam xã hội chủ nghĩa của dân, do dân và vì dân", nhà nước và pháp luật số 7

## Học trò nổi danh
- Trần Đại Quang, Chủ tịch nước Cộng hòa xã hội chủ nghĩa Việt Nam

## Danh hiệu
- Nhà giáo Ưu tú (thụ phong năm 2012)[11][12]